# Makira
Makira (auch San Cristóbal) ist mit einer Fläche von 3190 km² die größte Insel der Provinz Makira und Ulawa in den Salomonen. Owaraha (früher Santa Ana) und Owariki (früher Santa Catalina), die südöstlich gelegenen Nachbarinseln, gehören ebenfalls der Provinz an.
Makira befindet sich 64 km südöstlich von Guadalcanal. Ferner liegt  es südlich von Malaita. Hauptstadt ist das an der Nordküste der Insel gelegene Kirakira. Die Berge der felsigen Insel erheben sich in ihrer Mitte bis zu 1250 Meter Höhe. Sie wird nur von wenigen Touristen besucht. Der größte Teil der Bevölkerung besteht aus Melanesiern. Auf der Insel befinden sich mehrere Kokospflanzungen und Handelsniederlassungen.
Die erste bekannte Sichtung von Makira durch Europäer fand im Juni 1568 durch die spanische Expedition von Alvaro de Mendaña de Neyra statt. Diese Entdeckung ereignete sich während einer lokalen Seereise, die Alférez Hernando Enriquez mit der unter seinem Kommando stehenden Brigantine Santiago von Guadalcanal aus unternahm, wobei Hernán Gallego als Lotse fungierte. Sie kartographierten die Insel als San Cristóbal.

## Anmerkungen

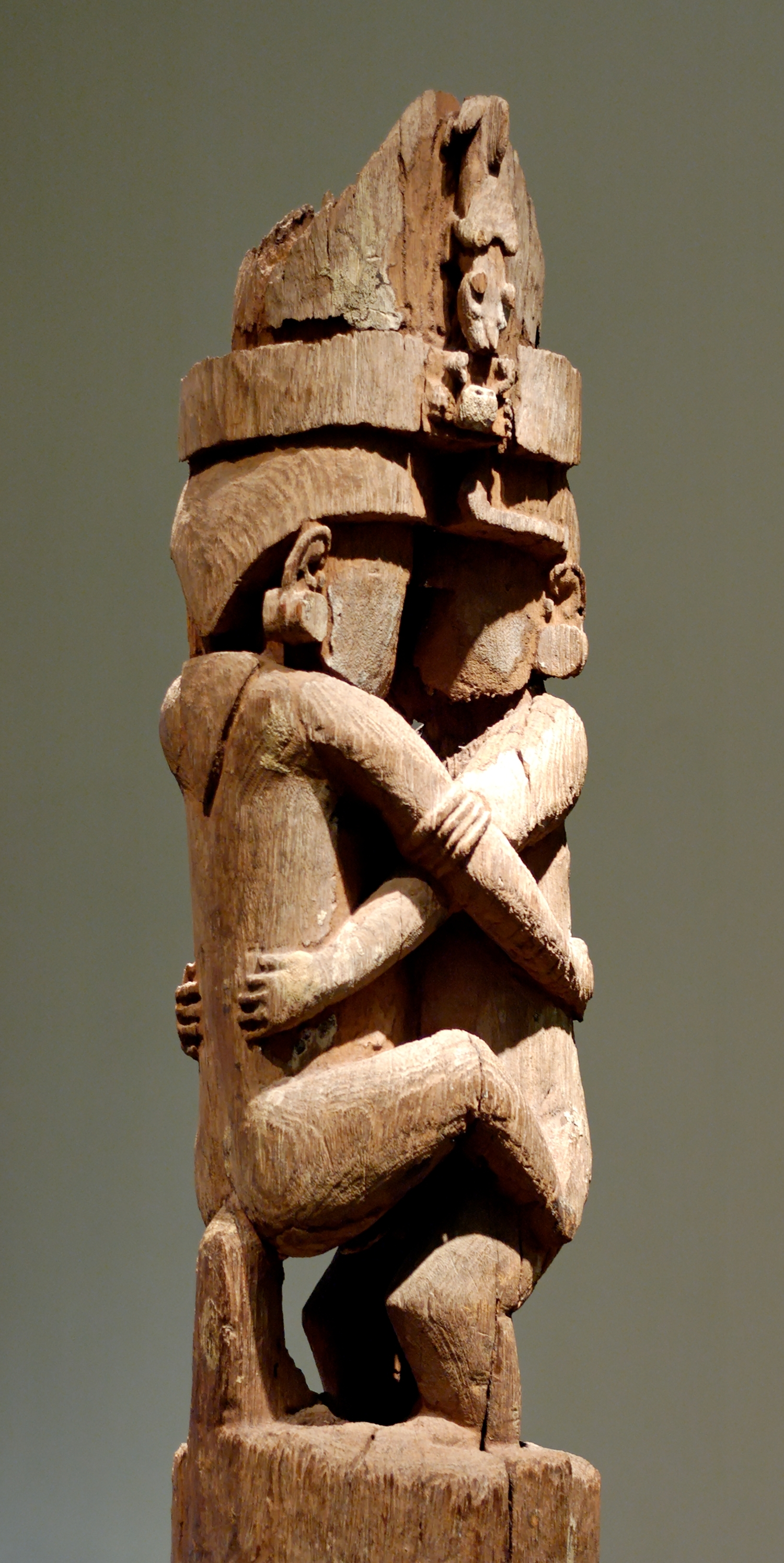
Kultur der Ureinwohner